# Rudolf Seigel
Rudolf Seigel (* 14. Mai 1932 in Bohlsbach, heute ein Stadtteil von Offenburg) ist ein deutscher Historiker und Archivar.

## Leben und Wirken
Rudolf Seigel studierte von 1953 bis 1958 Geschichte an der Universität Freiburg und der Eberhard Karls Universität Tübingen und promovierte dort 1958 bei Hansmartin Decker-Hauff. Anschließend war er bis 1961 als wissenschaftlicher Assistent am Institut für Geschichtliche Landeskunde und Historische Hilfswissenschaften der Universität Tübingen tätig, bis zum Wintersemester 1974/75 als Lehrbeauftragter für Historische Hilfswissenschaften. Von 1961 bis 1970 leitete er das Fürstlich Hohenzollernsche Haus- und Domänenarchiv in Sigmaringen, zuletzt als Oberarchivrat. 1971 wurde er Professor für Geschichte an der Pädagogischen Hochschule Reutlingen, von 1987 bis 1994 an der Pädagogischen Hochschule Weingarten.
Sein Hauptforschungsgebiet ist die Landes- und Regionalgeschichte Württembergs und Hohenzollerns.

## Schriften (Auswahl)
- Das Archiv der Freiherren von Ow-Wachendorf (in Wachendorf Kreis Horb). Wachendorf 1955.
- Gericht und Rat in Tübingen. Von den Anfängen bis zur Einführung der Gemeindeverfassung 1818–1822 (= Veröffentlichungen der Kommission für geschichtliche Landeskunde in Baden-Württemberg, Reihe B, Bd. 13). Kohlhammer, Stuttgart 1960 (= Dissertation Universität Tübingen).
- Aus der Geschichte des Kreisgebietes. In: Konrad Theiss (Hrsg.): Der Kreis Sigmaringen. Verlag Heimat und Wirtschaft, Aalen 1963, S. 57–114.
- (als Mitarb.): Die Chronik der Grafen von Zimmern. Handschriften 580 und 581 der Fürstlich Fürstenbergischen Hofbibliothek Donaueschingen. Drei Bände. Wissenschaftliche Buchgesellschaft, Darmstadt 1964–1972.
- Spital und Stadt in Altwürttemberg. Ein Beitrag zur Typologie der landstädtischen Spitäler Südwestdeutschlands (= Veröffentlichungen des Stadtarchivs Tübingen, Bd. 3). Laupp, Tübingen 1966.
- Einführung in die Archivkunde und Archivbenützung. Selbstverlag, Tübingen 1970.
- (zus. mit Walter Bernhardt und Hansmartin Decker-Hauff): Fürstlich Hohenzollernsches Haus- und Domänenarchiv Sigmaringen. Zur Erinnerung an die Errichtung des Archivgebäudes im Jahre 1873. Sigmaringen 1973.
- (zus. mit Walter Bernhardt): Bibliographie der hohenzollerischen Geschichte (= Arbeiten zur Landeskunde Hohenzollerns, Bd. 12). Thorbecke, Sigmaringen 1975, ISBN 3-7995-6212-5.
- Die alten Herrschaftsgebiete des Zollernalbkreises. In: Erhard Lazi (Hrsg.): Der Zollernalbkreis. Theiss, Stuttgart 1979, S. 79–124, ISBN 3-8062-0205-2.
- (zus. mit Walter Kaufhold): Schloß Sigmaringen und das Fürstliche Haus Hohenzollern. 2. Aufl. Thorbecke, Sigmaringen 1979, ISBN 3-7995-1152-0.
- (zus. mit Walter Kaufhold): Schloß Sigmaringen. Geschichte, Beschreibung, Führung. Metz, Wannweil 1993.
- Archive der Freiherren von Ow. Überlieferung in den Familienarchiven Wachendorf und Piesing und im Staatsarchiv Sigmaringen. Zwei Bände (= Inventare der nichtstaatlichen Archive in Baden-Württemberg, Bd. 31). Kohlhammer, Stuttgart 2004, ISBN 3-17-018100-9 und ISBN 3-17-018101-7.
- Die Urkunden des Stifts Buchau. Regesten 819–1500 (= Inventare der nichtstaatlichen Archive in Baden-Württemberg, Bd. 36). Kohlhammer, Stuttgart 2009, ISBN 978-3-17-020783-7.
- Election und Benediction. Wahl und Weihe einer Äbtissin des Stifts Buchau 1742/43. In: Dietmar Schiersner (Hrsg.): Adelige Damenstifte Oberschwabens in der Frühen Neuzeit (= Veröffentlichungen der Kommission für geschichtliche Landeskunde Baden-Württemberg, Reihe B, Bd. 187). Kohlhammer, Stuttgart 2011, S. 165–202, ISBN 978-3-17-022051-5.